# Hostert (Rambrouch)
Hostert (Luxemburgs: Hueschtert) is een plaats in de gemeente Rambrouch en het kanton Redange in Luxemburg. Hostert telt 393 inwoners (2010).

## Geschiedenis
Historisch maakte Hostert deel uit van de gemeente Folschette. Op 1 januari 1979 fuseerde Folschette met Arsdorf, Bigonville en Perlé om de nieuwe gemeente Rambrouch te vormen.

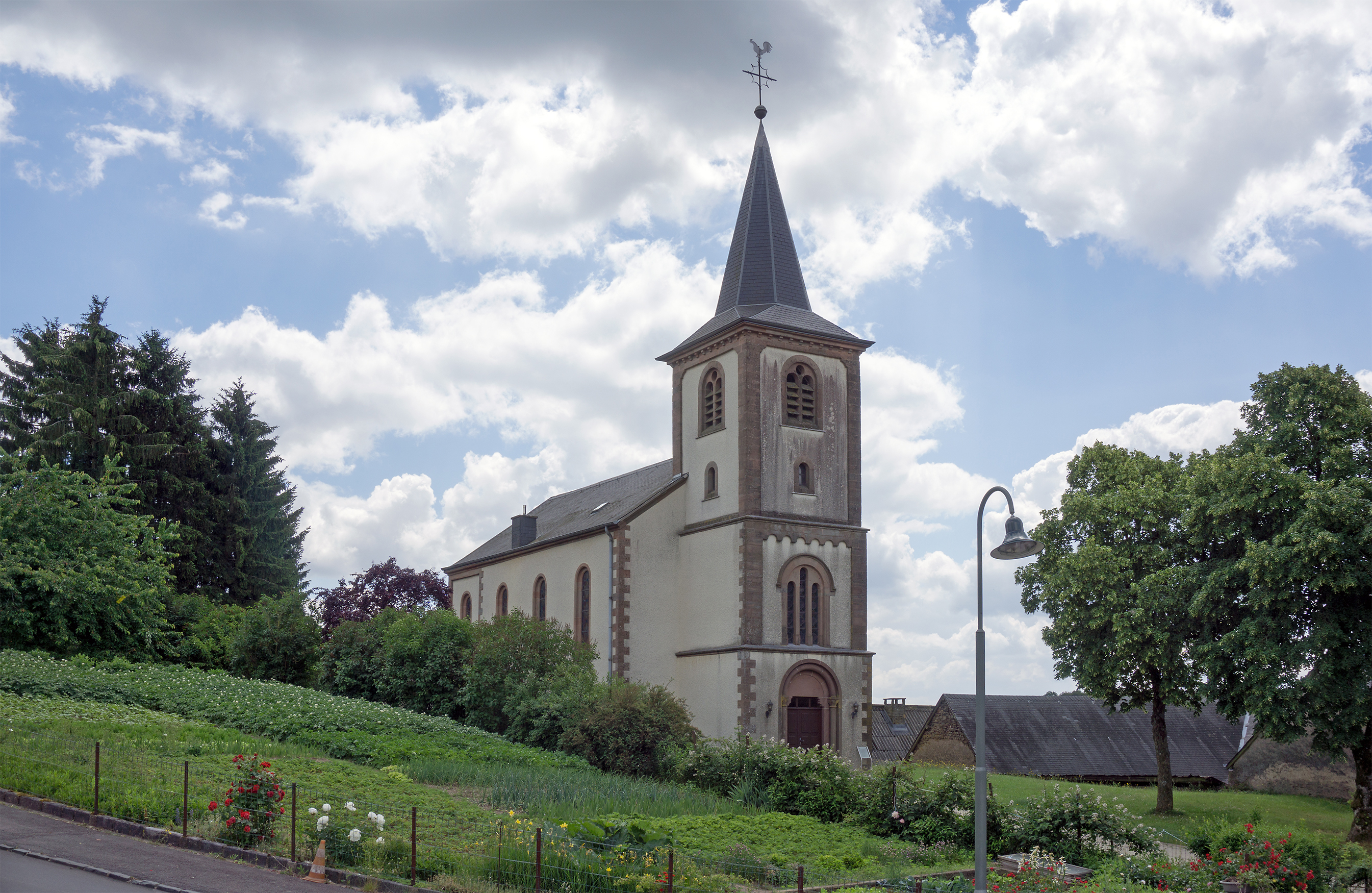
De kerk van Hostert

Arsdorf · Bigonville · Bilsdorf · Eschette · Folschette · Haut-Martelange · Holtz · Hostert · Koetschette · Perlé · Rambrouch · Rombach · Schwiedelbrouch · Wolwelange

Luxemburgse gemeenten · Kanton Redange · Luxemburg